# Duitse militaire begraafplaats in Schöneseiffen
De Duitse militaire begraafplaats in Schöneseiffen is een militaire begraafplaats in de gemeente Schleiden in de Duitse deelstaat Noordrijn-Westfalen. Op de begraafplaats liggen omgekomen Duitse militairen uit de Tweede Wereldoorlog.

## Begraafplaats
Op de begraafplaats, direct gelegen aan de weg, rusten 22 Duitse militairen. Daarnaast is er nog een klein monument in het midden van de graven.